# Linda Motlhalo
Linda Maserame Motlhalo (* 1. Juli 1998 in Brandvlei) ist eine südafrikanische Fußballspielerin.

## Karriere

### Klub
Nach ihrer Zeit in der University of Western Cape zog sie in die USA und wurde hier zur Spielzeit 2018 ein Teil der NWSL-Mannschaft von Houston Dash. Nach einer Saison verließ sie diese dann wieder, um in China nun für Beijing BG aufzulaufen. Nach einer weiteren Spielzeit hier, wechselte sie erstmals nach Europa, um in Schweden für Djurgårdens IF DFF zu spielen. Seit Anfang 2023 ist sie in Schottland für den Glasgow City FC aktiv.

### Nationalmannschaft
Ihr Debüt für die südafrikanische Nationalmannschaft gab sie im Jahr März 2016 bei einem 2:2 gegen Kamerun. Später im Jahr qualifizierte sie sich dann auch mit ihrem Team für das Turnier der Olympischen Spiele 2016, bei dem sie auch schließlich Teil des Kaders war. Hier schaffte ihre Mannschaft aber nur im letzten Gruppenspiel gegen Brasilien einen Punktgewinn.
Ihr erstes Turnier abseits davon war noch im selben Jahr der Afrika-Cup 2016, wo sie mit ihrem Team das Halbfinale erreichte, dort jedoch Nigeria unterlag und auch später im Spiel um Platz drei gegen Ghana verlor. Beim Afrika-Cup 2018 war sie wieder mit dabei und kam mit ihrer Mannschaft sogar ins Finale, dort setzte es nach Elfmeterschießen aber erneut eine Niederlage gegen Nigeria. Trotzdem reichte dies, damit man sich für die Weltmeisterschaft 2019 qualifizierte. Hier endete das Turnier für die Auswahl gleich schon nach der Gruppenphase, welche man ohne eigenen Punktgewinn beendete. Motlhalo stand hierbei zweimal in der Startelf.
Bedingt durch die COVID-19-Pandemie, folgte ihre nächste Afrika-Cup Teilnahme dann erst beim Turnier im Jahr 2022, wo sie mit ihrem Team ein zweites Mal in Folge ins Finale schaffte. Diesmal gelang ein Sieg über Marokko und damit der erste Afrikameistertitel in der Geschichte. Dies berechtigte die Mannschaft dann auch an der Weltmeisterschaft 2023 teilzunehmen.